# ديفيد أنغيل
ديفيد أنغيل (بالإنجليزية: David Angell)‏ هو منتج تلفزيوني أمريكي، ولد في 10 أبريل 1946 في بارينغتون في الولايات المتحدة، وتوفي في 11 سبتمبر 2001 في نيويورك في الولايات المتحدة بسبب إصابة.

## وصلات خارجية
- ديفيد أنغيل على موقع IMDb (الإنجليزية)
- ديفيد أنغيل على موقع ألو سيني (الفرنسية)
- ديفيد أنغيل على موقع أول موفي (الإنجليزية)
- ديفيد أنغيل على موقع قاعدة بيانات الفيلم (الإنجليزية)
- ديفيد أنغيل على موقع كينوبويسك (الروسية)